# Götz von Berlichingen (opera)
A Götz von Berlichingen Goldmark Károly 1902-ben, Bécsben bemutatott ötfelvonásos operája, amely Johann Wolfgang von Goethe azonos című drámája nyomán készült. Ez a darab – az előző, A hadifogoly című Goldmark-operával egyetemben – már csak mérsékelt sikert aratott.

## Az opera szereplői
| Szereplő                                            | Hangfekvés        |
| --------------------------------------------------- | ----------------- |
| Götz von Berlichingen, birodalmi lovag              | bariton           |
| Erzsébet, a felesége                                | alt               |
| Mária, a húga                                       | szoprán           |
| Carl, a fiúk                                        | nem énekes szerep |
| Georg, Götz apródja                                 | szoprán           |
| Bamberg püspöke                                     | basszus           |
| Adalbert Weislingen, lovag, Götz egykori jó barátja | bariton           |
| Irmgard, a szobalánya                               | szoprán           |
| Selbitz, lovag                                      | bariton           |
| Lehrse, Götz harcosa                                | tenor             |
| Vén cigányasszony                                   | mezzoszoprán      |
| Varga                                               | basszus           |

- Ezenkívül: rémbírák, parasztvezérek, lázadó parasztok, tanácsosok, apródok
- Történik:  A 16. században a Német-római Birodalom tartományaiban

## Az opera cselekménye

### I. felvonás
Weislingent Götz tartja fogva.  A fogoly virágokat hozat a kertből Georggal, aki gazdája parancsára hivatkozva vadvirágokat hoz. Adalbert a virágot Máriának adja, aki miután megköszönte azt, évődik egy kicsit a lovaggal. Közben megjelenik a kis Carl is, aki izgatottan várja mikor tér haza az apja és mit hoz neki? Nem sokkal később Götz is színre lép. Két foglyot hozott magával, örömét fejezi ki, hogy régi barátja átpártolt hozzá. Ezután jelentik neki, hogy mivel támogatja a parasztokat, többen bepanaszolták a császárnál. Franz levelet és üzenetet is hozott a püspöktől. Götz elolvassa a levelet: törvényszéki idézést kapott  Heilbronnba. Ebben a városban él Adelheid Walldorf, a nemrég özveggyé lett szépség. Götz végül elengedi Weislingent, aki megkéri tőle Mária kezét. Ebbe Götz beleegyezik,  búcsúznak, majd mind a ketten elsietnek.

### II. felvonás
1. kép: Heilbronban a tanácsosok Götz tudomására adják, hogy sok bűne ellenére a király kegyes volt és elengedte a büntetését, azzal a feltétellel, hogy a lovag a háború végéig nem hagyja el várát. Götz tiltakozik, ennek hatására a bírák börtönbe vetik, holott őt lovagi bánásmód illetné meg.
2. kép: A Bambergi püspök udvarában  Adelheid fecseg, évődik az apródokkal. Közben porosan Georg lovagol az udvarba és figyelmezteti az özvegyet, hogy nagy veszély fenyegeti. Weislingen megkéri a szép hölgy kezét, aki kigúnyolja, de azért követi.

### III. felvonás
1. kép: Götz és vitézei az  erdőben elfogtak pár kereskedőt, körülvették őket. Ezután Georg érkezik, aki jelenti, hogy mit látott a püspök udvarában: Wesilingen Adelheidnek hódol Bambergben. Götz nem hisz neki és leszamarazza, ezután az apród az özvegy üzenetét adja át: cselt vetettek Götznek. A lovag megátkozza egykori barátját, és bosszút esküszik. Ekkor jelentik a két fogoly szökését. Götz parancsot ad üldözésükre, majd önmaga megváltozásáról énekel. Georg jelenti, hogy az egyik fogoly vőlegény és megmutatja a megtalált ékszeres ládáját. Götz rendelkezik elengedéséről.
2. kép:  Weislingen kesereg: bűntudata van, lépten-nyomon csak Götz emlékébe botlik, de Adelheidet még ma várába záratja. Ezután Adelheid jön. Az özvegy úgy jelenik meg, mint az ifjúság szimbóluma, mellette egy fiú gyermek testesíti meg a géniuszt, meg egy öregember. Verset mondanak Weisilingennek.  A lovag elküldi kíséretét, majd közli Adelheiddel, hogy várába viteti. A nő kiteregeti, hogy férje gyors előmenetelét ő készítette elő. Weislingen távozik, Adelheid pedig Franzot kéri, hogy mentse meg. Franz elhatározza Adalbert megmérgezését.

### IV. felvonás
Egy cigány asszony énekel, majd Götz elhatározza, hogy támadást indít Helferstein vára ellen. Ezzel akar megelőzni egy nagyobb bajt.

### V. felvonás
Weislingen kastélyának a parkjában a szent bosszú bírái megvádolják Adelheidet férje meggyilkolássá miatt, halálra ítélik. A nő hálószobájában bosszú áriát énekel Franzról, ezután egy titkos ajtón beoson az egyik bíró és megfojtja a nőt. A záró jelenetben Götzöt látjuk, amint egy kertben ül, a halálán van, kezében a császári kegyelem okirata. Szerettei és belső emberei közében hal meg.

## Az opera szövegkönyve és zenéje
A darab szövegkönyve A. M. M Willner munkája, aki a Jelenetek a Götz von Berlichingenből alcímet adta munkájának.  Az eredeti Goethe dráma elvesztette a jelenetek közti összefüggést, a nagy német író eredeti elképzeléseinek nyoma sem maradt, a szereplők jellemzése teljesen szürkére sikeredett. A szövegíró utat tévesztett a drámai jelenetek között, nem tudta pontosan honnan, melyik jelenetből mit érdemes megtartani, elhagyni vagy éppen átalakítani.  Az eredeti darabból innen is, onnan is kiragadott valamit, amely olyan hatást kelt, mintha nem látta volna a drámától Götzöt.
Goldmark zenéje ez esetben is kihozta a maximumot ami kihozható volt a librettóból és sikerült jó zenét komponálnia.  A Götz von Berlichingenben  A hadifogolyban megkezdett úton haladt tovább az idős mester, vagyis csak igen ritkán alkalmaz zárt formákat, a régies stílusú recitativót sem használja, de a wagneri vezérmotívumos szerkesztést is elveti.  A zenekar mindenütt jelen van, mindent kifejez színével, erejével, ami nem utolsósorban a jól kivitelezett hangszerelésnek tudható be. A deklamáció az érzelmektől túlfűtött jelenetekben eljutott az áriákig és ariosókig, ehhez kapcsolódnak a kartételek hatásos tablói, valamint az a kevés zárt szám, ami betét jelleggel jelenik meg.
Az előjáték most is az opera főmotívumából épül fel. Az első felvonásban általában a társalgási hang uralkodik, a szóló részekben és az együttesekben egyaránt. Csak néhány részlet esetében (Georg népdalszerű éneke, a felvonást záró lendületes együttes) használt más hangvételt a zeneszerző. A második felvonás teljes egészében recitativókban szólal meg, a felizgatott polgárok kórus betétei mozgalmasságukkal gyakorolnak hatást a hallgatóságra. A harmadik felvonás tekinthető a mű zenei csúcspontjának. A felvonás elején Götz monológját halljuk, aki nemrég értesült barátja árulásáról. Ez a rész a főszereplő minden érzelmi és jellemábrázolási vonását magába sűríti. A jelenet hol áriaszerű, hol deklamáló. Goldmarknak ebben a nyitó jelenetben a zene segítségével sikerült pótolni Götz jellemének a szövegből adódó fogyatékosságait.  A következő felvonás zenéje vadul, szaggatottan tomboló kórus tételekből áll. Az utolsó felvonás, az eddig is elég vegyes hangulati képekhez a borzalmat adja hozzá. Egyes jelenetei mintha a meyerbeeri nagyopera hatásvadász elemeit idéznék meg.
Összegzésül elmondható, hogy a Götz von Berlichingen nem tartozik a szerző sikerültebb darabjai közé.  A szövegkönyv dramaturgiai fogyatékosságain a zeneszerző drámai, karakterisztikus, nem egyszer vadul szenvedélyes zenéje sokat segít, de az opera ennek ellenére hamar eltűnt a színpadokról. A lírai részek kisebbségben maradtak a dramaturgiai részek mögött, ezeket viszont Richard Strauss darabjai tették időszerűtlenné.

## Kapcsolódó címszavak
- Beck Vilmos (operaénekes)